# Torsten May
Torsten May (* 10. September 1969 in Glauchau) ist ein ehemaliger deutscher Boxer und heutiger Boxtrainer.
Sein größter Erfolg war der Olympiasieg bei den Olympischen Spielen 1992 in Barcelona.

## Amateurkarriere
Torsten May boxte 1990/91 für Boxring Brandenburg in der 1. Bundesliga, erreichte nach Finalniederlage gegen Dariusz Michalczewski den zweiten Platz beim Chemiepokal 1990 in Halle und gewann 1991 den Deutschen Meistertitel im Halbschwergewicht, nachdem er sich gegen Gerhard Schoberth, Torsten Bengtson, Bert Schenk und Sven Lange durchgesetzt hatte.
Nach Siegen beim Strandja Tournament 1991 in Bulgarien und der Militär-Weltmeisterschaft (CISM) 1991 in Deutschland, startete er auch bei der Weltmeisterschaft 1991 in Sydney. Dort gewann er mit Siegen gegen Patrice Aoussi aus Frankreich, Orestes Solano aus Kuba, Mehmet Gürgen aus der Türkei und Andrei Kurnjawka aus der Sowjetunion die Goldmedaille und qualifizierte sich damit auch für die Olympischen Sommerspiele 1992 in Barcelona. Dort besiegte er den Nordkoreaner Kim Gil-nam, den Kanadier Dale Brown, den US-Amerikaner Montell Griffin, den Polen Wojciech Bartnik und im Finale Rostyslaw Saulytschnyj aus der Sowjetunion und wurde Olympiasieger. Für den Gewinn der Goldmedaille erhielt er am 23. Juni 1993 das Silberne Lorbeerblatt.
Weitere Erfolge waren der Gewinn der AIBA Challenge Matches 1992 in Tampa und 1993 in Istanbul, wobei er in den Finalkämpfen jeweils erneut Andrei Kurnjawka und Wojciech Bartnik besiegte. Zudem gewann er 1993 den Chemiepokal mit einem Finalsieg gegen den Kubaner Dihosvany Vega.
Im Mai 1993 verlor er im Achtelfinale der Weltmeisterschaft in Tampere knapp mit 4:5 gegen Wojciech Bartnik.

## Profi
1993 wechselte May ins Profilager und zum Sauerland-Boxstall, dort debütierte er unter Trainer Manfred Wolke. Von der Presse wurde er bereits als Nachfolger Henry Maskes gehandelt, da beide Karrieren sich ähnelten. May, dem das nie so recht war, sollte dann auch nicht die Erfolge aufweisen. Im Mai 1994 wurde er in Koblenz durch einen Sieg über Ralf Rocchigiani deutscher Meister im Cruisergewicht. Ende August 1996 verlor May, der weniger Monate zuvor von Wolke zu Trainer Darkie Smith gewechselt war, erstmals in seiner Profi-Karriere, den in der Stierkampfarena von Palma de Mallorca vor 7000 Zuschauern den WM-Titelkampf nach IBF-Version nach Punkten gegen Adolpho Washington und konnte sich lange nicht von dieser Niederlage befreien.
So gab er im Jahr darauf bei einem Kampf gegen Stefan Angehrn, den er bis dahin dominierte, auf, um eine Gesichtsverletzung nicht zu verschlimmern. Zwar brachte ihm das den Respekt seiner Fans und der Presse ein, welche in ihm den „intelligenten Boxer“ sah, dennoch wirkte hier noch die Niederlage aus dem Jahr zuvor nach.
1999 konnte May sich dann von seiner WM-Niederlage lösen, als er gegen seinen ehemaligen Gegner Adolpho Washington den IBF Intercontinental-Titel gewann. Im selben Jahr wurde er zudem Europameister im Cruisergewicht. 2001 hätte ihm ein weiterer erfolgreicher EM-Kampf gegen den Ukrainer Alexander Gurow eine weitere WM-Chance einbringen können. Stattdessen unterlag er jedoch durch technisches KO und trat anschließend zurück.
Ab 2001 war Torsten May in Köln Trainer im Boxstall von Wilfried Sauerland und betreute unter anderem seinen Bruder Rüdiger May. Zudem war er vier Jahre lang Assistenztrainer von Ulli Wegner. 2006 eröffnete May, der ein Fernstudium als Fitnessfachwirt abschloss, mit seinem Bruder Rüdiger sowie Vater Uli in Köln einen Boxclub. Er ist Botschafter der Kampagne „Deutschland bewegt sich!“ und seit 2007 auch als Motivationstrainer tätig.
Torsten May ist verheiratet und hat zwei Kinder.

## Erfolge
als Amateur
Bilanz: 120 Siege – 35 Niederlagen
- 1987: DDR-Juniorenmeister und Spartakiadesieger
- 1991: Deutscher Meister im Halbschwergewicht
- 1991: Weltmeister im Halbschwergewicht
- 1992: Olympiasieger im Halbschwergewicht

als Profi
Bilanz: 22 Siege – 3 Niederlagen
- 7. Mai 1994: Deutscher Meister im Cruisergewicht
- 5. Juni 1999: Interkontinentaler Meister der IBF im Cruisergewicht (1 Titelverteidigung)
- 27. November 1999: Europameister der EBU im Cruisergewicht